# Dennis Dengering
Dennis Dengering (Spaubeek, 6 maart 1993) is een Nederlands voetballer die bij voorkeur als centrale verdediger speelt. Hij debuteerde op 24 augustus 2013 voor Jong PSV als invaller tegen De Graafschap. Jong PSV verloor met 3-0.
Dengering speelt sinds 2003 in de jeugdopleiding van PSV.

## Statistieken
| Seizoen         | Club            |                    | Competitie      | Competitie | Competitie | Beker | Beker | Internationaal | Internationaal | Totaal | Totaal |
| Seizoen         | Club            | Wed.               | Competitie      | Dlp.       | Wed.       | Dlp.  | Wed.  | Dlp.           | Wed.           | Dlp.   |        |
| --------------- | --------------- | ------------------ | --------------- | ---------- | ---------- | ----- | ----- | -------------- | -------------- | ------ | ------ |
| 2013/14         | Jong PSV        | Vlag van Nederland | Eerste divisie  | 16         | 0          | 0     | 0     | -              | -              | 16     | 0      |
| 2014/15         | Fortuna Sittard | Vlag van Nederland | Eerste divisie  | 5          | 0          | 1     | 0     | -              | -              | 6      | 0      |
| Carrière totaal | Carrière totaal | Carrière totaal    | Carrière totaal | 22         | 0          | 1     | 0     | 0              | 0              | 22     | 0      |

Bijgewerkt t/m 8 februari 2015